# Stupid Lake
Stupid Lake är en sjö i Kanada.   Den ligger i provinsen Manitoba. Stupid Lake ligger 151 meter över havet. Arean är 1,5 kvadratkilometer.
Trakten runt Stupid Lake består huvudsakligen av våtmarker. Trakten runt Stupid Lake är nära nog obefolkad, med mindre än två invånare per kvadratkilometer.